# Healthy Ageing Tour 2021
De 10e editie van de wielerwedstrijd Healthy Ageing Tour vond in 2021 plaats van 10 tot en met 12 maart in Noord-Nederland. De start was op het TT-Circuit in Assen, de finish op de VAM-berg in Wijster. De wedstrijd maakt deel uit van de UCI kalender als een categorie 2.1 wedstrijd. In 2020 ging de wedstrijd vanwege de Coronapandemie niet door, dit jaar kon wedstrijd op afgesloten omlopen en zonder publiek wel doorgaan.

## Deelname
Er namen zes UCI World Tour-ploegen, acht continentale teams en twee nationale selecties deel, met maximaal zes rensters.
| WorldTour                                                                                         | Continentaal | Nationale selectie  |
| ------------------------------------------------------------------------------------------------- | --- | ------------------- |
| Canyon-SRAM FDJ Nouvelle-Aquitaine Futuroscope Movistar Team Team DSM Team SD Worx Trek-Segafredo | Andy Schleck-CP NVST-Immo Losch CAMS–Tifosi Ceratizit-WNT Drops-Le Col supported by Tempur GT Krush Tunap NXTG Racing Parkhotel Valkenburg Team Jumbo-Visma | Duitsland Nederland |

## Etappe-overzicht
| Etappe | Datum    | Start            | Finish           | Type                | Afstand  | Winnaar        | Klassementsleider |
| ------ | -------- | ---------------- | ---------------- | ------------------- | -------- | -------------- | ----------------- |
| 1      | 10 maart | TT-Circuit Assen | TT-Circuit Assen | Vlakke rit          | 126 km   | Jolien D'hoore | Jolien D'hoore    |
| 2      | 11 maart | Lauwersoog       | Lauwersoog       | Individuele tijdrit | 14,4 km  | Ellen van Dijk | Ellen van Dijk    |
| 3      | 12 maart | Wijster          | VAM berg         | Heuvelrit           | 115,1 km | Lonneke Uneken | Ellen van Dijk    |

## Eindklassementen
| Plaats    | Naam                | Ploeg                | Tijd     |
| --------- | ------------------- | -------------------- | -------- |
| Gele trui | Ellen van Dijk      | Trek-Segafredo       | 7u08'38" |
| 2         | Lisa Brennauer      | Ceratizit-WNT        | + 6"     |
| 3         | Emma Norsgaard      | Movistar Team        | + 12"    |
| 4         | Lonneke Uneken      | Team SD Worx         | + 20"    |
| 5         | Amy Pieters         | Team SD Worx         | + 29"    |
| 6         | Lisa Klein          | Canyon-SRAM          | + 43"    |
| 7         | Alice Barnes        | Canyon-SRAM          | + 56"    |
| 8         | Teuntje Beekhuis    | Team Jumbo-Visma     | + 2'42"  |
| 9         | Amber van der Hulst | Parkhotel Valkenburg | z.t.     |
| 10        | Anna Henderson      | Team Jumbo-Visma     | + 2'50"  |
|           |                     |                      |          |
| 17        | Jolien D'hoore      | Team SD Worx         | + 3'37"  |

| Plaats      | Naam           | Ploeg          | Punten |
| ----------- | -------------- | -------------- | ------ |
| Groene trui | Amy Pieters    | Team SD Worx   | 40     |
| 2           | Ellen van Dijk | Trek-Segafredo | 39     |
| 3           | Emma Norsgaard | Movistar Team  | 39     |
|             |                |                |        |
| 7           | Jolien D'hoore | Team SD Worx   | 25     |

| Plaats      | Naam           | Ploeg         | Punten |
| ----------- | -------------- | ------------- | ------ |
| Blauwe trui | Lonneke Uneken | Team SD Worx  | 25     |
| 2           | Emma Norsgaard | Movistar Team | 9      |
| 3           | Jolien D'hoore | Team SD Worx  | 5      |

| Plaats      | Naam           | Ploeg        | Punten |
| ----------- | -------------- | ------------ | ------ |
| Oranje trui | Gudrun Stock   | Duitsland    | 17     |
| 2           | Lonneke Uneken | Team SD Worx | 6      |
| 3           | Lisa Klein     | Canyon-SRAM  | 6      |
|             |                |              |        |
| 7           | Jolien D'hoore | Team SD Worx | 3      |

| Plaats    | Naam           | Ploeg          | Punten |
| --------- | -------------- | -------------- | ------ |
| Rode trui | Ellen van Dijk | Trek-Segafredo | 27     |
| 2         | Amy Pieters    | Team SD Worx   | 21     |
| 3         | Emma Norsgaard | Movistar Team  | 20     |
|           |                |                |        |
| 8         | Jolien D'hoore | Team SD Worx   | 4      |

| Plaats     | Naam                | Ploeg                | tijd     |
| ---------- | ------------------- | -------------------- | -------- |
| Witte trui | Emma Norsgaard      | Movistar Team        | 7u08'50" |
| 2          | Lonneke Uneken      | Team SD Worx         | + 8"     |
| 3          | Amber van der Hulst | Parkhotel Valkenburg | + 2'30"  |

| Plaats | Ploeg            | Tijd      |
| ------ | ---------------- | --------- |
|        | Team SD Worx     | 21u29'45" |
| 2      | Canyon-SRAM      | + 46"     |
| 3      | Team Jumbo-Visma | + 4'49"   |

## Klassementenverloop
| Etappe       | Winnaar        | Algemeen klassement · | Puntenklassement · | Bergklassement | Sprintklassement · | Jongerenklassement · | Ploegenklassement |
| ------------ | -------------- | --------------------- | ------------------ | -------------- | ------------------ | -------------------- | ----------------- |
| 1            | Jolien D'hoore | Jolien D'hoore        | Jolien D'hoore     | Chloe Hosking  | Gudrun Stock       | Emma Norsgaard       | Team Jumbo-Visma  |
| 2            | Ellen van Dijk | Ellen van Dijk        | Amy Pieters        | Chloe Hosking  | Gudrun Stock       | Emma Norsgaard       | Canyon-SRAM       |
| 3            | Lonneke Uneken | Ellen van Dijk        | Amy Pieters        | Lonneke Uneken | Gudrun Stock       | Emma Norsgaard       | Team SD Worx      |
| 0Eindstanden | 0Eindstanden   | Ellen van Dijk        | Amy Pieters        | Lonneke Uneken | Gudrun Stock       | Emma Norsgaard       | Team SD Worx      |